# Coppa del Mondo di combinata nordica 1992
La Coppa del Mondo di combinata nordica 1992, nona edizione della manifestazione organizzata dalla Federazione Internazionale Sci, ebbe inizio il 14 dicembre 1991 a Štrbské Pleso, in Cecoslovacchia, e si concluse il 13 marzo 1992 a Oslo, in Norvegia.
Furono disputate 8 gare in altrettante località, tutte individuali Gundersen: 5 su trampolino normale, 3 su trampolino lungo. Nel corso della stagione si tennero ad Albertville i XVI Giochi olimpici invernali, non validi ai fini della Coppa, il cui calendario contemplò dunque un'interruzione nel mese di febbraio.
Il francese Fabrice Guy si aggiudicò la coppa di cristallo, il trofeo assegnato al vincitore della classifica generale. Non vennero stilate classifiche di specialità; Fred Børre Lundberg era il detentore uscente del trofeo.

## Risultati
| Data             | Località      | Nazione        | Trampolino            | Spec.       | Primo              | Secondo             | Terzo              |
| ---------------- | ------------- | -------------- | --------------------- | ----------- | ------------------ | ------------------- | ------------------ |
| 14 dicembre 1991 | Štrbské Pleso | Cecoslovacchia | MS 1970 K88           | IN NH/15 km | Fabrice Guy        | Fred Børre Lundberg | Bård Jørgen Elden  |
| 21 dicembre 1991 | Courchevel    | Francia        | Praz K90              | IN NH/15 km | Fabrice Guy        | Klaus Sulzenbacher  | Knut Tore Apeland  |
| 4 gennaio 1992   | Schonach      | Germania       | Langenwaldschanze K90 | IN NH/15 km | Fabrice Guy        | Fred Børre Lundberg | Klaus Sulzenbacher |
| 11 gennaio 1992  | Breitenwang   | Austria        | Raimund Ertl K87      | IN NH/15 km | Klaus Sulzenbacher | Fred Børre Lundberg | Milan Kučera       |
| 18 gennaio 1992  | Murau         | Austria        | Hans Walland K120     | IN LH/15 km | Fabrice Guy        | Klaus Sulzenbacher  | Klaus Ofner        |
| 28 febbraio 1992 | Lahti         | Finlandia      | Salpausselkä K90      | IN NH/15 km | Klaus Sulzenbacher | Klaus Ofner         | Knut Tore Apeland  |
| 10 marzo 1992    | Trondheim     | Norvegia       | Granåsen K120         | IN LH/15 km | Fabrice Guy        | Trond Einar Elden   | Klaus Sulzenbacher |
| 13 marzo 1992    | Oslo          | Norvegia       | Holmenkollen K110     | IN LH/15 km | Fabrice Guy        | Fred Børre Lundberg | Sylvain Guillaume  |

Legenda:

IN = individuale Gundersen

NH = trampolino normale

LH = trampolino lungo

## Classifiche

### Generale
| Pos. | Nome                | Nazione        | Punti |
| ---- | ------------------- | -------------- | ----- |
| 1    | Fabrice Guy         | Francia        | 170   |
| 2    | Klaus Sulzenbacher  | Austria        | 128   |
| 3    | Fred Børre Lundberg | Norvegia       | 123   |
| 4    | Klaus Ofner         | Austria        | 69    |
| 5    | Trond Einar Elden   | Norvegia       | 50    |
| 6    | Knut Tore Apeland   | Norvegia       | 43    |
| 7    | Sylvain Guillaume   | Francia        | 42    |
|      | Frode Moen          | Norvegia       | 42    |
| 9    | František Máka      | Cecoslovacchia | 35    |
|      | Andreas Schaad      | Svizzera       | 35    |

### Nazioni
| Pos. | Nazione  | Punti |
| ---- | -------- | ----- |
| 1    | Norvegia | 349   |
| 2    | Austria  | 294   |
| 3    | Francia  | 259   |
| 4    | Germania | 160   |
| 5    | Svizzera | 101   |